# Coregonus vessicus
Coregonus vessicus is een straalvinnige vissensoort uit de familie van de zalmen (Salmonidae) en de onderfamilie van de houtingen. Het is een endemische vissoort in het stroomgebied van de Wolga.

## Herkenning
Deze soort houting kan 20 cm lang worden. Volwassen vissen hebben min of meer doorzichtige buik- en borstvinnen. De oogdiameter van de vis bedraagt 28 tot 33% van de lengte van de kop.

## Verspreiding en leefgebied
De vis is inheems in het Belojemeer, de bron van de Sjeksna. Het meer en de rivier liggen in het noordelijk deel van het stroomgebied van de Wolga. De vis is uitgezet in andere (stuw)meren zuidelijker in het stroomgebied van de Wolga. De vis houdt zich op in open water en paait in november.

## Status
Er zijn geen schadelijke factoren bekend die het voortbestaan van de soort bedreigen. De vis is talrijk in het Belojemeer en breidt zich verder uit in het stroomgebied van de Wolga dankzij uitzettingen. Over de soortstatus van dit taxon is overigens geen consensus, daarom is de soort niet geëvalueerd door de IUCN.